# Hollywood First Presbyterian Church

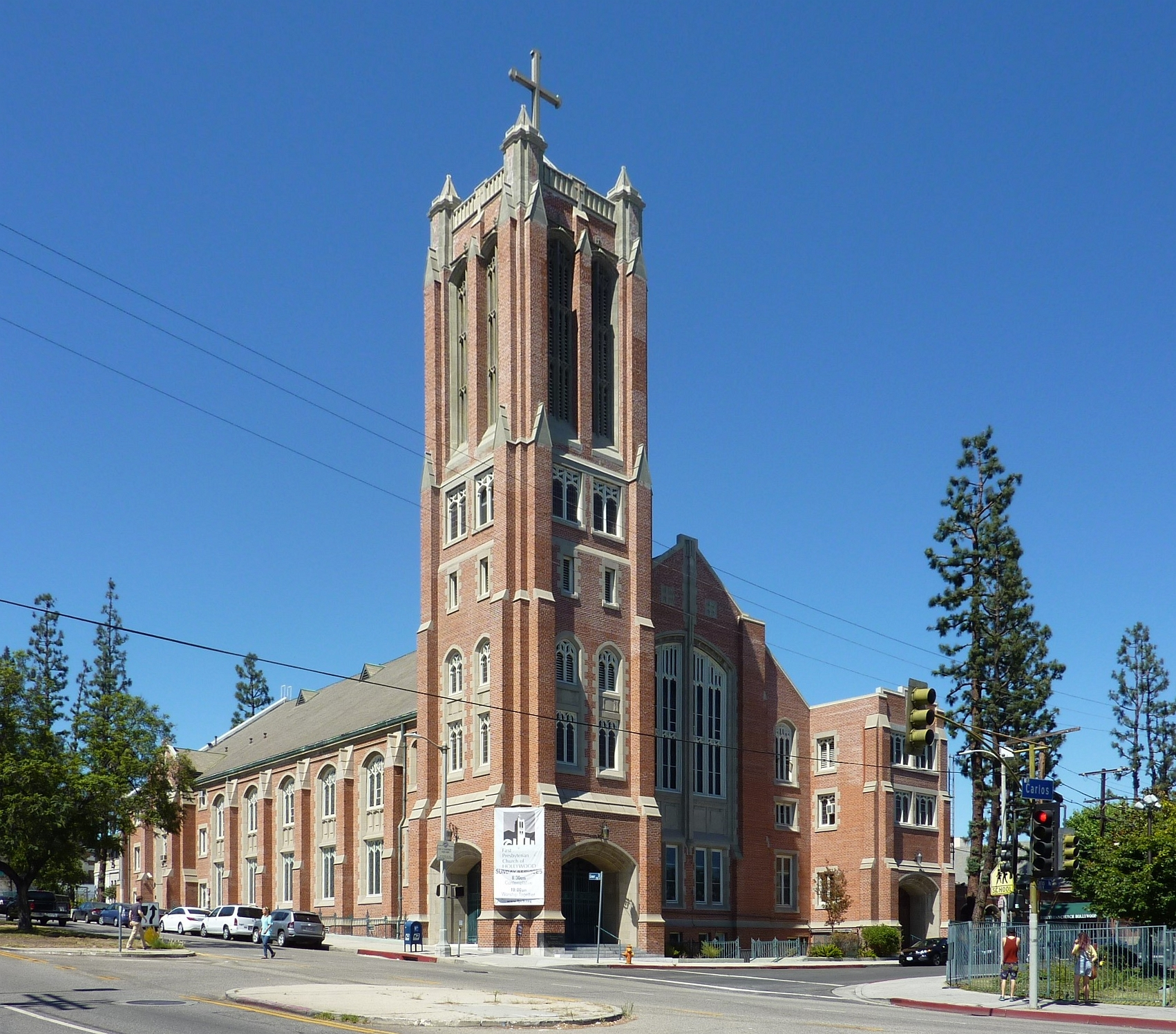
Die Hollywood First Presbyterian Church

Die Hollywood First Presbyterian Church  ist ein Kirchengebäude der Presbyterian Church (U.S.A.) in Hollywood, einem Stadtteil von Los Angeles im US-amerikanischen Bundesstaat Kalifornien. 

## Geschichte
Die presbyterianische Kirchengemeinde wurde im Jahr 1903 gegründet. 1908 wurde das heutige Gemeindegrundstück gekauft und ein erstes Gebäude errichtet, heute The Cellar genannt. 1909 folgte der Bau der ersten Kirche. 1923 wurde der Grundstein für eine neue, größere Kirche im Stil der Neugotik gelegt. Der Entwurf sah 1600 Sitzplätze vor, obwohl die Kirchengemeinde nur 1000 Glieder umfasste. 1941 wurde Reverend Dr. Louis Evans an die Kirche berufen. Unter seiner Leitung stieg die Gemeindegliederzahl auf 8900 an. Durch die Lage am Hollywood Boulevard wird die Kirche regelmäßig als Drehort für Filmproduktionen genutzt.